# 苏黎世圣经译本
苏黎世圣经译本（Zürcher Bibel，也被称为慈運理聖經译本）是历史上的一个基于慈运理翻譯的聖經譯本。最近印行的版本都以強化語言精確性爲目的。

## 弗羅紹爾聖經
慈運理的翻譯出自預言學校（Prophezey），這是一個除週五和週日外每天工作的解經研討團隊，參加者爲蘇黎世的所有神職人員， 他們致力於翻譯出一本德語聖經，以造福會衆。
他們參考了馬丁·路德已翻譯好的部分聖經，這使得慈運理得以早路德五年完成全本聖經的翻譯。 克里斯托夫·弗羅紹爾的印刷作坊從1525年到1529年印製了新約聖經，後來增加了部分舊約聖經，並於1531年印刷了首部完整翻譯的新舊約全書，慈運理親自書寫了介紹與每章後面的結語。這本《弗羅紹爾聖經》包含200多幅插圖，成爲當時著名的印刷業傑作。它的翻譯主要要歸功於慈運理和他的好友，聖彼得教區牧師里歐·尤德（Leo Jud）。
舊約的翻譯於1540年作了修訂，新約則在1574年重新修訂。1589年增加了對每節經文的編號。
1975年，Amos Hoover of Dover, PA重印了1536年的版本，1531年的版本則於1983年由Theologischer Verlag Zürich重印。

## 修訂
直到1665年，這個譯本所使用的語言基於用於官方文件的瑞士德語。1665年放棄了這種語言，轉而使用在薩克森-維滕堡公國興起的標準德語。
苏黎世圣母大教堂（Fraumünster）牧師約翰·卡斯珀烏爾里希（Johann Caspar Ulrich，1705年–1768年）在1755/1756年修訂版中添加了註釋、說明與索引。從這一版開始，這本聖經以慈运理圣经爲人所知。自1817年起，這個譯本爲蘇黎世聖經與宣教團（Zürcher Bibel- und Missionsgesellschaft）所有。另一次修訂則是在1868年，於1892年重印。

## 1931年修訂版
1907年，以儘量結合最新的聖經研究做重新修訂爲目的，成立了一個委員會。這個修訂版於1931年完成，基本上是一次新的翻譯。

## 2007年修訂版
1984年，在慈運理誕生500週年之際，蘇黎世州新教歸正宗教會全體會議發起另一次修訂，然而不久後即決定改爲對整本聖經重新翻譯。該項目花費了四百萬瑞郎，於2007年初完工。2007年6月，這本聖經分別以紙版和電子版形式出版發行。

## 參看
- 路德版圣经
- German Bible translations
- Reformation in Zürich（英语：Reformation in Zürich）

## 外部連結
- Fluri, Adolf. . Global Anabaptist Mennonite Encyclopedia Online. 1953  [2007-07-26]. （原始内容存档于2013-05-13）.
- Fluri, Adolf. . Global Anabaptist Mennonite Encyclopedia Online. 1953  [2007-07-26]. （原始内容存档于2013-07-03）.
- 1536 Bachman Froschauer Bible （页面存档备份，存于）